# Mohamed Ali Shedad
Mohamed Ali Shedad (ur. 1 września 1957 w Harerze – zm. 23 lipca 2013) – etiopski piłkarz grający na pozycji napastnika. W swojej karierze grał w reprezentacji Etiopii.

## Kariera klubowa
W swojej karierze Ali Shedad grał w klubie EEPCo.

## Kariera reprezentacyjna
W 1976 roku Ali Shedad został powołany do reprezentacji Etiopii na Puchar Narodów Afryki 1976. Wystąpił na nim w jednym meczu grupowym, z Egiptem (1:1), w którym strzelił gola.